# Chi Tú tuyến mai
Chi Tú tuyến mai (danh pháp khoa học: Neillia) là một chi thực vật hạt kín thuộc họ Rosaceae.

## Các loài
Các loài dưới đây lấy theo The Plant List.
- Neillia affinis - tú tuyến mai Xuyên Khang
- Neillia breviracemosa - tú tuyến mai hoa ngắn
- Neillia densiflora - tú tuyến mai hoa kín
- Neillia fugongensis - tú tuyến mai Phúc Cống
- Neillia gracilis - tú tuyến mai lùn
- Neillia grandiflora - tú tuyến mai hoa lớn
- Neillia incisa
- Neillia jinggangshanensis - tú tuyến mai núi Tỉnh Khương
- Neillia ribesioides - tú tuyến mai lá lông
- Neillia rubiflora - tú tuyến mai hoa phấn
- Neillia serratisepala - tú tuyến mai Vân Nam
- Neillia sinensis - tú tuyến mai Trung Hoa
- Neillia sparsiflora - tú tuyến mai hoa thưa
- Neillia thibetica - tú tuyến mai Tây Khương
- Neillia thyrsiflora - loài này có tại Việt Nam.
- Neillia uekii - tú tuyến mai đông bắc

## Hình ảnh

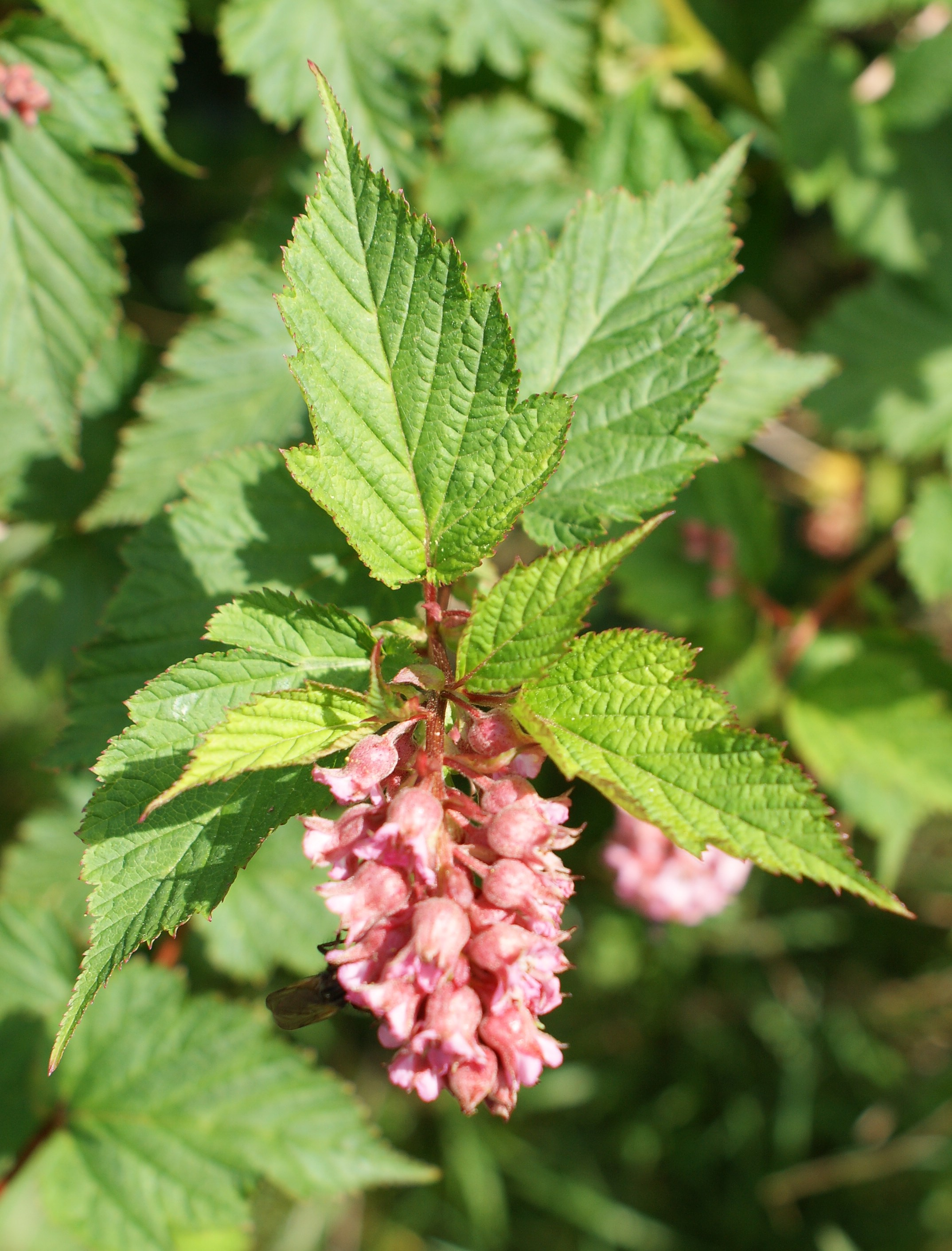
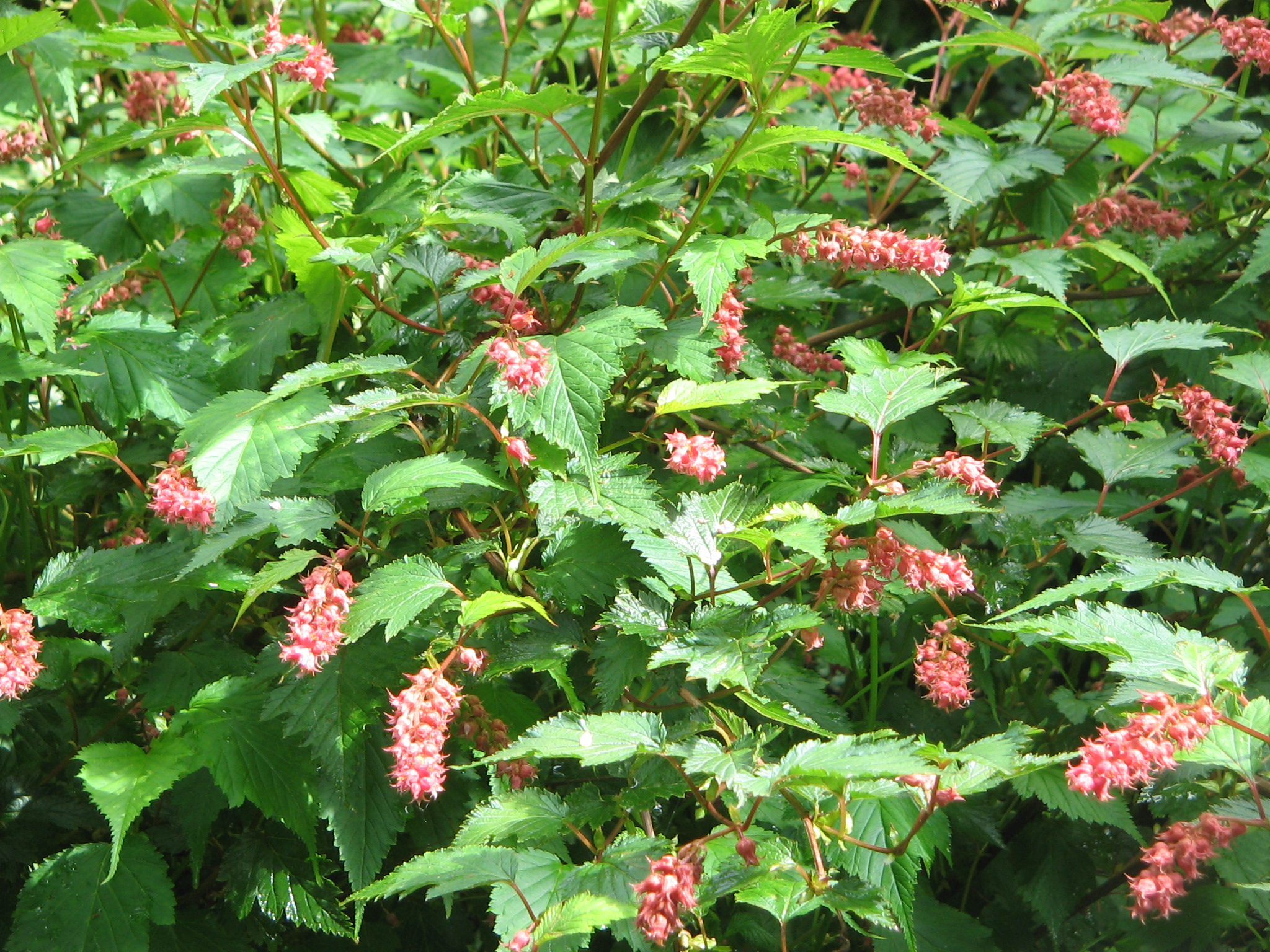
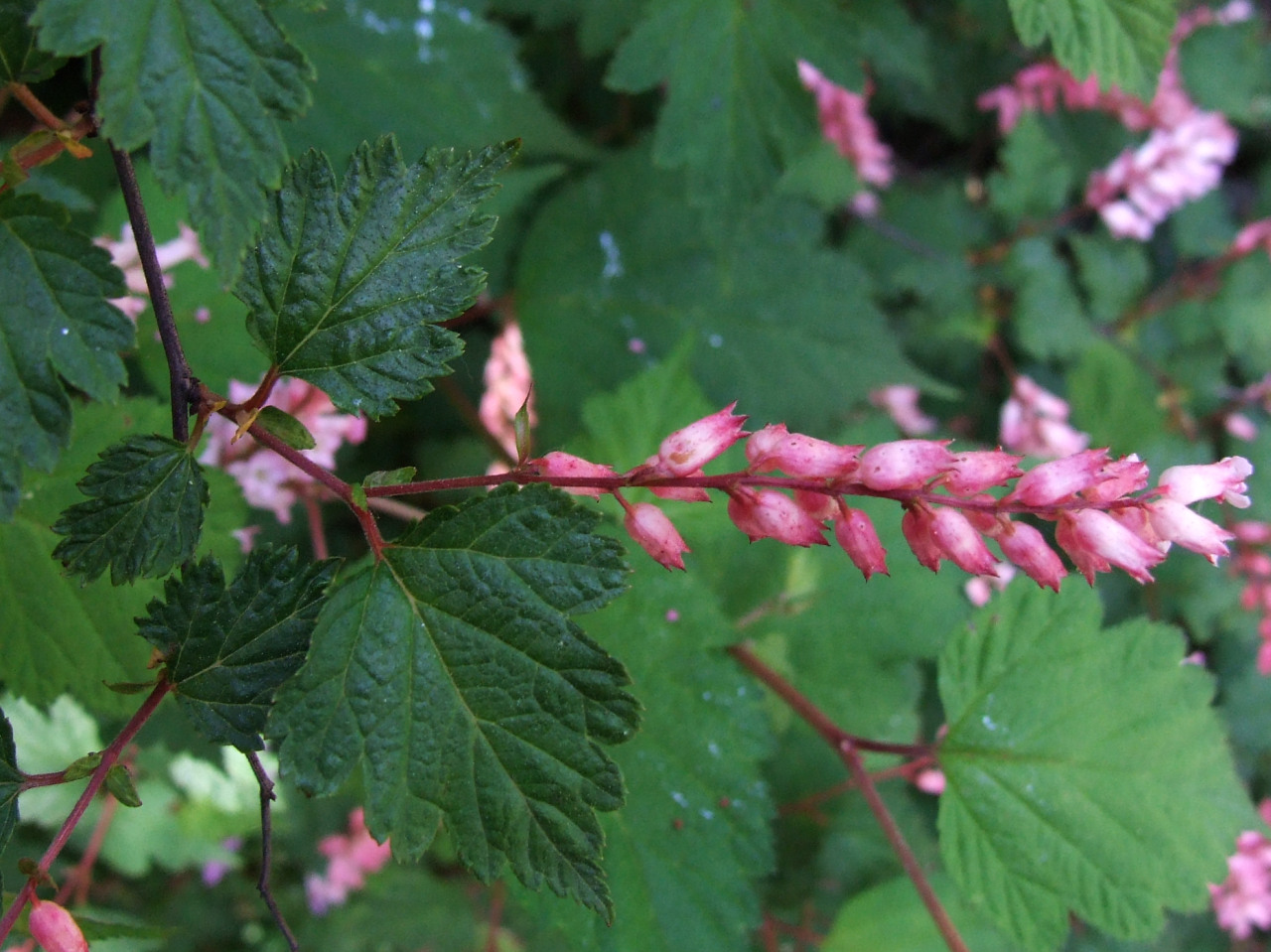